# Kostandinos Trikoupis
Kostandinos Trikoupis (griechisch Κωνσταντίνος Τρικούπης, alternative Transkription Konstantinos Trikoupis, * 1857 in Messolongi; † 1922 in Athen) war ein griechischer Offizier und Politiker. 
Kostandinos Trikoupis wurde als Sohn von Themistoklis Trikoupis in Messolongi geboren. Sein Cousin Charilaos Trikoupis war siebenmaliger griechischer Ministerpräsident. 1881 schloss er die griechische Offiziersakademie (Scholi Evelpidon) in Athen erfolgreich ab und diente in der Artillerie des griechischen Heeres. 1897 kämpfte Kostandinos Trikoupis als Offizier im Griechisch-Türkischen Krieg in Epirus am Louros; die dortigen Gefechte gingen zu Gunsten der osmanischen Armee aus. Nach der griechischen Niederlage 1897 und dem Tod seines Cousins Charilaos Trikoupis übernahm er die Führung der lokalen Partei Ätolien-Akarnaniens. 1905 bis 1906 war Kostandinos Trikoupis Marineminister im Kabinett des Ministerpräsidenten Georgios Theotokis und förderte in seiner Amtszeit die Modernisierung der griechischen Marine. Von 1910 an bis zu seinem Tode war er Abgeordneter der griechischen Nationalversammlung bzw. des griechischen Parlaments.